# Lista över Bethesda Softworks-spel
Det här är en lista över spel publicerade av Bethesda Softworks, spelutvecklare och förlag från USA. Bethesda Softworks är ett dotterbolag till ZeniMax Media och har publicerat spel sen 1986.

## Lista över spel
| Titel                                                | Platform             | Utgivningsdatum   | Utvecklare                   |
| ---------------------------------------------------- | -------------------- | ----------------- | ---------------------------- |
| Gridiron!                                            | Amiga                | 1986              | Bethesda Softworks           |
| Gridiron!                                            | Atari ST             | 1986              | Bethesda Softworks           |
| Vortex                                               | Amiga                | 1988              | Media Technology             |
| Wayne Gretzky Hockey                                 | Amiga                | 1988              | Bethesda Softworks           |
| Wayne Gretzky Hockey                                 | Atari ST             | 1988              | Bethesda Softworks           |
| Wayne Gretzky Hockey                                 | MS-DOS               | 1 januari 1989    | Bethesda Softworks           |
| Wayne Gretzky Hockey 2                               | MS-DOS               | 1 januari 1990    | Bethesda Softworks           |
| Hockey League Simulator                              | Amiga                | 1 januari 1990    | Bethesda Softworks           |
| Hockey League Simulator                              | MS-DOS               | 1 januari 1990    | Bethesda Softworks           |
| The Terminator                                       | MS-DOS               | 1990              | Bethesda Softworks           |
| NCAA Basketball: Road to the Final Four              | MS-DOS               | 1 januari 1991    | Bethesda Softworks           |
| Wayne Gretzky Hockey 3                               | MS-DOS               | 1 januari 1991    | Bethesda Softworks           |
| Home Alone                                           | NES                  | 1 oktober 1991    | Bethesda Softworks           |
| Where's Waldo?                                       | NES                  | 1 januari 1991    | Bethesda Softworks           |
| Hockey League Simulator 2                            | MS-DOS               | 1 januari 1992    | Bethesda Softworks           |
| The Terminator: 2029                                 | MS-DOS               | 31 december 1992  | Bethesda Softworks           |
| The Terminator: Rampage                              | MS-DOS               | 1 januari 1993    | Bethesda Softworks           |
| Delta V                                              | MS-DOS               | 1994              | Bethesda Softworks           |
| The Elder Scrolls: Arena                             | MS-DOS               | 1994              | Bethesda Softworks           |
| PBA Bowling                                          | MS-DOS               | 31 december 1995  | Bethesda Softworks           |
| The Terminator: Future Shock                         | MS-DOS               | 31 december 1995  | Bethesda Softworks           |
| Skynet                                               | MS-DOS               | 24 maj 1995       | Bethesda Softworks           |
| The Elder Scrolls II: Daggerfall                     | MS-DOS               | 31 augusti 1996   | Bethesda Softworks           |
| XCar: Experimental Racing                            | MS-DOS               | 31 juli 1997      | Bethesda Softworks           |
| The 10th Planet                                      | MS-DOS               | 5 augusti 1997    | Bethesda Softworks           |
| An Elder Scrolls Legend: Battlespire                 | MS-DOS               | 30 november 1997  | Bethesda Softworks           |
| Burnout: Championship Drag Racing                    | MS-DOS               | 31 mars 1998      | Bethesda Softworks           |
| The Elder Scrolls Adventures: Redguard               | MS-DOS               | 31 oktober 1998   | Bethesda Softworks           |
| Symbiocom                                            | Mac OS Classic       | 1998              | Istvan Pely Productions      |
| Symbiocom                                            | Microsoft Windows    | 1998              | Istvan Pely Productions      |
| Zero Critical                                        | Mac OS Classic       | 1998              | Istvan Pely Productions      |
| Zero Critical                                        | Microsoft Windows    | 1998              | Istvan Pely Productions      |
| Magic & Mayhem                                       | Microsoft Windows    | 30 april 1999     | Mythos Games                 |
| F-16 Aggressor                                       | Microsoft Windows    | 1 juli 1999       | General Simulations          |
| NIRA Intense Import Drag Racing                      | Microsoft Windows    | 30 september 1999 | Bethesda Softworks           |
| PBA Tour Bowling 2                                   | Microsoft Windows    | 16 februari 2000  | Bethesda Softworks           |
| Gromada                                              | Microsoft Windows    | 19 juni 2000      | Gromada                      |
| Sea Dogs                                             | Microsoft Windows    | 24 november 2000  | Akella                       |
| PBA Tour Bowling 2001                                | Microsoft Windows    | 30 november 2000  | "Bethesda Softworks          |
| IHRA Drag Racing                                     | Microsoft Windows    | 4 december 2000   | "Bethesda Softworks          |
| Skip Barber Racing                                   | Microsoft Windows    | 16 februari 2001  | "Bethesda Softworks          |
| Echelon                                              | Microsoft Windows    | 16 maj 2001       | MADia Entertainment          |
| Magic & Mayhem 2: The Art of Magic                   | Microsoft Windows    | 30 oktober 2001   | Climax Studios               |
| IHRA Drag Racing                                     | PlayStation          | 20 november 2001  | Digital Dialect              |
| Family Card Games Fun Pack                           | PlayStation          | 10 oktober 2002   | Mud Duck Productions         |
| The Elder Scrolls III: Morrowind                     | Microsoft Windows    | 1 maj 2002        | Bethesda Game Studios        |
| The Elder Scrolls III: Morrowind                     | Xbox                 | 6 juni 2002       | Bethesda Game Studios        |
| IHRA Drag Racing 2                                   | PlayStation          | 9 december 2002   | Digital Dialect              |
| Puzznic                                              | PlayStation          | 2 maj 2003        | Altron                       |
| Pirates of the Caribbean                             | Microsoft Windows    | 30 juni 2003      | Akella                       |
| Pirates of the Caribbean                             | Xbox                 | 1 juli 2003       | Akella                       |
| The Elder Scrolls Travels: Stormhold                 | J2ME, BREW           | 1 augusti 2003    | Vir2L Studios                |
| IHRA Drag Racing 2004                                | Xbox                 | 25 december 2003  | Super Happy Fun Fun          |
| The Elder Scrolls Travels: Dawnstar                  | J2ME, BREW           | 30 januari 2004   | Vir2L Studios                |
| IHRA Professional Drag Racing 2005                   | Xbox                 | 8 november 2004   | Bethesda Softworks           |
| IHRA Professional Drag Racing 2005                   | PlayStation 2        | 9 november 2004   | Bethesda Softworks           |
| The Elder Scrolls Travels: Shadowkey                 | N-Gage               | 24 november 2004  | Vir2L Studios                |
| IHRA Professional Drag Racing 2005                   | Microsoft Windows    | 17 juni 2005      | Bethesda Softworks           |
| Breeders' Cup World Thoroughbred Championships       | PlayStation 2        | 29 september 2005 | 4J Studios                   |
| Breeders' Cup World Thoroughbred Championships       | Xbox                 | 29 september 2005 | 4J Studios                   |
| Call of Cthulhu: Dark Corners of the Earth           | Xbox                 | 24 oktober 2005   | Headfirst Productions        |
| The Elder Scrolls IV: Oblivion                       | Microsoft Windows    | 20 mars 2006      | Bethesda Game Studios        |
| The Elder Scrolls IV: Oblivion                       | Xbox 360             | 20 mars 2006      | Bethesda Game Studios        |
| Call of Cthulhu: Dark Corners of the Earth           | Microsoft Windows    | 26 april 2006     | Headfirst Productions        |
| The Elder Scrolls Travels: Oblivion                  | J2ME, BREW           | 2 maj 2006        | Superscape                   |
| IHRA Drag Racing: Sportsman Edition                  | Microsoft Windows    | 12 juni 2006      | Bethesda Softworks           |
| IHRA Drag Racing: Sportsman Edition                  | PlayStation 2        | 13 juni 2006      | Bethesda Softworks           |
| IHRA Drag Racing: Sportsman Edition                  | Xbox 360             | 28 juni 2006      | Bethesda Softworks           |
| Pirates of the Caribbean: The Legend of Jack Sparrow | Microsoft Windows    | 27 juni 2006      | 7 Studios, Buena Vista Games |
| Pirates of the Caribbean: The Legend of Jack Sparrow | PlayStation 2        | 27 juni 2006      | 7 Studios, Buena Vista Games |
| Star Trek: Encounters                                | PlayStation 2        | 3 oktober 2006    | 4J Studios                   |
| Star Trek: Tactical Assault                          | Nintendo DS          | 26 oktober 2006   | Quicksilver Software         |
| Star Trek: Tactical Assault                          | PlayStation Portable | 14 november 2006  | Quicksilver Software         |
| Star Trek: Legacy                                    | Microsoft Windows    | 5 december 2006   | Mad Doc Software             |
| Star Trek: Legacy                                    | Xbox 360             | 15 december 2006  | Mad Doc Software             |
| The Elder Scrolls IV: Oblivion                       | PlayStation 3        | 19 mars 2007      | Bethesda Game Studios        |
| Star Trek: Conquest                                  | PlayStation 2        | 20 november 2007  | 4J Studios                   |
| Star Trek: Conquest                                  | Wii                  | 20 november 2007  | 4J Studios                   |
| Ducati Moto                                          | Nintendo DS          | 1 juli 2008       | 4J Studios                   |
| Fallout 3                                            | Microsoft Windows    | 28 oktober 2008   | Bethesda Game Studios        |
| Fallout 3                                            | PlayStation 3        | 28 oktober 2008   | Bethesda Game Studios        |
| Fallout 3                                            | Xbox 360             | 28 oktober 2008   | Bethesda Game Studios        |
| Wet                                                  | PlayStation 3        | 15 september 2009 | Artificial Mind and Movement |
| Wet                                                  | Xbox 360             | 15 september 2009 | Artificial Mind and Movement |
| Wheelspin                                            | Wii                  | 27 november 2009  | Awesome Play                 |
| Rogue Warrior                                        | Microsoft Windows    | 1 december 2009   | Rebellion Developments       |
| Rogue Warrior                                        | PlayStation 3        | 1 december 2009   | Rebellion Developments       |
| Rogue Warrior                                        | Xbox 360             | 1 december 2009   | Rebellion Developments       |
| Doom II                                              | Xbox 360             | 26 maj 2010       | id Software, Nerve Software  |
| Fallout: New Vegas                                   | Microsoft Windows    | 19 oktober 2010   | Obsidian Entertainment       |
| Fallout: New Vegas                                   | PlayStation 3        | 19 oktober 2010   | Obsidian Entertainment       |
| Fallout: New Vegas                                   | Xbox 360             | 19 oktober 2010   | Obsidian Entertainment       |
| Brink                                                | Microsoft Windows    | 10 maj 2011       | Splash Damage                |
| Brink                                                | PlayStation 3        | 10 maj 2011       | Splash Damage                |
| Brink                                                | Xbox 360             | 10 maj 2011       | Splash Damage                |
| Hunted: The Demon's Forge                            | Microsoft Windows    | 31 maj 2011       | inXile Entertainment         |
| Hunted: The Demon's Forge                            | PlayStation 3        | 31 maj 2011       | inXile Entertainment         |
| Hunted: The Demon's Forge                            | Xbox 360             | 31 maj 2011       | inXile Entertainment         |
| Rage                                                 | OS X                 | 14 april 2011     | id Software                  |
| Rage                                                 | Microsoft Windows    | 14 april 2011     | id Software                  |
| Rage                                                 | PlayStation 3        | 14 april 2011     | id Software                  |
| Rage                                                 | Xbox 360             | 14 april 2011     | id Software                  |
| The Elder Scrolls V: Skyrim                          | Microsoft Windows    | 11 november 2011  | Bethesda Game Studios        |
| The Elder Scrolls V: Skyrim                          | PlayStation 3        | 11 november 2011  | Bethesda Game Studios        |
| The Elder Scrolls V: Skyrim                          | Xbox 360             | 11 november 2011  | Bethesda Game Studios        |
| Dishonored                                           | Microsoft Windows    | 9 oktober 2012    | Arkane Studios               |
| Dishonored                                           | PlayStation 3        | 9 oktober 2012    | Arkane Studios               |
| Dishonored                                           | Xbox 360             | 9 oktober 2012    | Arkane Studios               |
| Doom 3 BFG Edition                                   | Microsoft Windows    | 16 oktober 2012   | id Software                  |
| Doom 3 BFG Edition                                   | PlayStation 3        | 16 oktober 2012   | id Software                  |
| Doom 3 BFG Edition                                   | Xbox 360             | 16 oktober 2012   | id Software                  |
| Doom                                                 | PlayStation 3        | 20 november 2012  | id Software                  |
| Doom II                                              | PlayStation 3        | 20 november 2012  | id Software                  |
| The Elder Scrolls Online                             | OS X                 | 4 april 2014      | ZeniMax Online Studios       |
| The Elder Scrolls Online                             | Microsoft Windows    | 4 april 2014      | ZeniMax Online Studios       |
| Wolfenstein: The New Order                           | Microsoft Windows    | 20 maj 2014       | MachineGames                 |
| Wolfenstein: The New Order                           | PlayStation 3        | 20 maj 2014       | MachineGames                 |
| Wolfenstein: The New Order                           | PlayStation 4        | 20 maj 2014       | MachineGames                 |
| Wolfenstein: The New Order                           | Xbox 360             | 20 maj 2014       | MachineGames                 |
| Wolfenstein: The New Order                           | Xbox One             | 20 maj 2014       | MachineGames                 |
| The Evil Within                                      | Microsoft Windows    | 14 oktober 2014   | Tango Gameworks              |
| The Evil Within                                      | PlayStation 3        | 14 oktober 2014   | Tango Gameworks              |
| The Evil Within                                      | PlayStation 4        | 14 oktober 2014   | Tango Gameworks              |
| The Evil Within                                      | Xbox 360             | 14 oktober 2014   | Tango Gameworks              |
| The Evil Within                                      | Xbox One             | 14 oktober 2014   | Tango Gameworks              |
| Wolfenstein: The Old Blood                           | Microsoft Windows    | 5 maj 2015        | MachineGames                 |
| Wolfenstein: The Old Blood                           | PlayStation 4        | 5 maj 2015        | MachineGames                 |
| Wolfenstein: The Old Blood                           | Xbox One             | 5 maj 2015        | MachineGames                 |
| The Elder Scrolls Online                             | PlayStation 4        | 9 juni 2015       | ZeniMax Online Studios       |
| The Elder Scrolls Online                             | Xbox One             | 9 juni 2015       | ZeniMax Online Studios       |
| Fallout Shelter                                      | iOS                  | 14 juni 2015      | Bethesda Game Studios        |
| Fallout Shelter                                      | Android              | 13 augusti 2015   | Bethesda Game Studios        |
| Dishonored: Definitive Edition                       | PlayStation 4        | 25 augusti 2015   | Arkane Studios               |
| Dishonored: Definitive Edition                       | Xbox One             | 25 augusti 2015   | Arkane Studios               |
| Fallout 4                                            | Microsoft Windows    | 10 november 2015  | Bethesda Game Studios        |
| Fallout 4                                            | PlayStation 4        | 10 november 2015  | Bethesda Game Studios        |
| Fallout 4                                            | Xbox One             | 10 november 2015  | Bethesda Game Studios        |
| Doom                                                 | Microsoft Windows    | 13 maj 2016       | id Software                  |
| Doom                                                 | PlayStation 4        | 13 maj 2016       | id Software                  |
| Doom                                                 | Xbox One             | 13 maj 2016       | id Software                  |
| Dishonored 2                                         | Microsoft Windows    | 11 november 2016  | Arkane Studios               |
| Dishonored 2                                         | PlayStation 4        | 11 november 2016  | Arkane Studios               |
| Dishonored 2                                         | Xbox One             | 11 november 2016  | Arkane Studios               |
| The Elder Scrolls: Legends                           | Microsoft Windows    | 9 mars 2017       | Dire Wolf Digital            |
| The Elder Scrolls: Legends                           | iOS                  | 23 mars 2017      | Dire Wolf Digital            |
| The Elder Scrolls: Legends                           | Android              | april 2017        | Dire Wolf Digital            |
| The Elder Scrolls: Legends                           | macOS                | maj 2017          | Dire Wolf Digital            |
| Prey                                                 | Microsoft Windows    | 5 maj 2017        | Arkane Studios               |
| Prey                                                 | PlayStation 4        | 5 maj 2017        | Arkane Studios               |
| Prey                                                 | Xbox One             | 5 maj 2017        | Arkane Studios               |